# III. Krešimir horvát király
III. Krešimir (? – 1030) a középkori Horvát Királyság uralkodója volt 1000-től 1030-ig (testvérével Gojszlávval közösen 1020-ig). Uralkodása alatt Horvátország elvesztette tengermelléki városait, valamint Bizánc vazallusává vált. I. István magyar király segítségével Szlavónia is elszakadt az országtól és önálló bánsággá lett.

## Uralkodása
Miután Stjepan Držislav elhunyt 997 körül, legöregebbik fia, Szvetoszláv Szuronja került a trónra. Nemsokára rá Kresimir és testvére Gojszláv összefogott ellene, majd a bolgárok segítségével letaszították a trónról és száműzetésbe küldték. A polgárháborút kihasználva a Velencei Köztársaság elfoglalta a főbb tengermelléki városokat és szigeteket, valamint a fővárost, Biogradot is.
Uralkodásuk további részében Kresimir és Gojszláv próbálták visszaszerezni ezeket a területeket. Miután 1018-ban szövetségesük, a bolgár Sámuel vereséget szenvedett a bizánciakkal szemben, a horvátoknak békét kellett kötniük a velenceiekkel, valamint Bizánc hűbéresei lettek.

## Gojszláv gyilkossága
Tisztázatlan körülmények között 1020-ban Krešimir állítólag megölette testvérét, Gojszlávot. Ez a tett hatalmas visszhangot keltett az egyházi körökben, akik a pápát kérték meg lépjen közbe. A pápa megvonta Krešimirtől a koronát, valamint Mainard püspököt küldte, hogy vizsgálja ki a helyzetet. A krízisnek csak több évnek után lett vége, miután a király és 12 nemese megesküdött, hogy nem ölték meg Gojszlávot, és a pápa visszaadta Krešimirnek a koronát.
A helyzetet kihasználta Magyarország, Velence és Bizánc, hogy megsegítsék Istvánt, Szvetoszláv Szuronja fiát, hogy elfoglalja Horvátország Száva-menti területeit, ahol önálló bánságot alapított, Szlavóniát.
III. Krešimir 1030-ban halt meg. Valószínűleg a Szigeti Szent István-templomban lett eltemetve. A trónon fia, I. István követte.